# Eddie Mannix
Joseph Edgar Allen John Mannix, detto Eddie (Fort Lee, 25 febbraio 1891 – Beverly Hills, 30 agosto 1963), è stato un produttore cinematografico statunitense.

## Biografia
È ricordato per la sua attività di "fixer", volta a porre rimedio a situazioni potenzialmente scandalose riguardanti le star di Hollywood, mascherando dettagli delle vite private dei divi del cinema per mantenere intatta la loro immagine pubblica. Tra i suoi contributi più duraturi a Hollywood, vi fu inoltre un libro mastro che elencava i costi e le entrate di ogni film Metro-Goldwyn-Mayer, prodotto tra il 1924 e il 1962 e considerato un importante riferimento per gli storici del cinema.
La sua figura fu portata sul grande schermo nel 2016 con il film Ave, Cesare!, diretto dai fratelli Coen, in cui Mannix è interpretato da Josh Brolin. Il suo personaggio appare inoltre nel film Hollywoodland (2006), dove è interpretato da Bob Hoskins.